# Letestudoxa bella
Letestudoxa bella là loài thực vật có hoa thuộc họ Na. Loài này được François Pellegrin mô tả khoa học đầu tiên năm 1920.

## Phân bố
Loài này có ở Cabinda (tỉnh của Angola), Cameroon, Congo, Gabon.